# Indigofera sabulicola
Espèce
Classification phylogénétique
Indigofera sabulicola est une espèce de plantes à fleurs de la famille des Fabaceae. C'est une petite plante rampante poussant le long des routes ou dans les zones dégagées près des habitations dans le Pantanal au Brésil.